# Nanen Corona
Nanen Corona is een corona op de planeet Venus. Nanen Corona werd in 2000 genoemd naar Nanen, Braziliaanse godin van de aarde en de natuur.
De corona heeft een diameter van 50 kilometer en bevindt zich in het quadrangle Pandrosos Dorsa (V-5).